# Phyllobius argentatus
Phyllobius argentatus är en skalbaggsart som först beskrevs av Carl von Linné 1758.  Phyllobius argentatus ingår i släktet Phyllobius, och familjen vivlar. Arten är reproducerande i Sverige.

## Bildgalleri

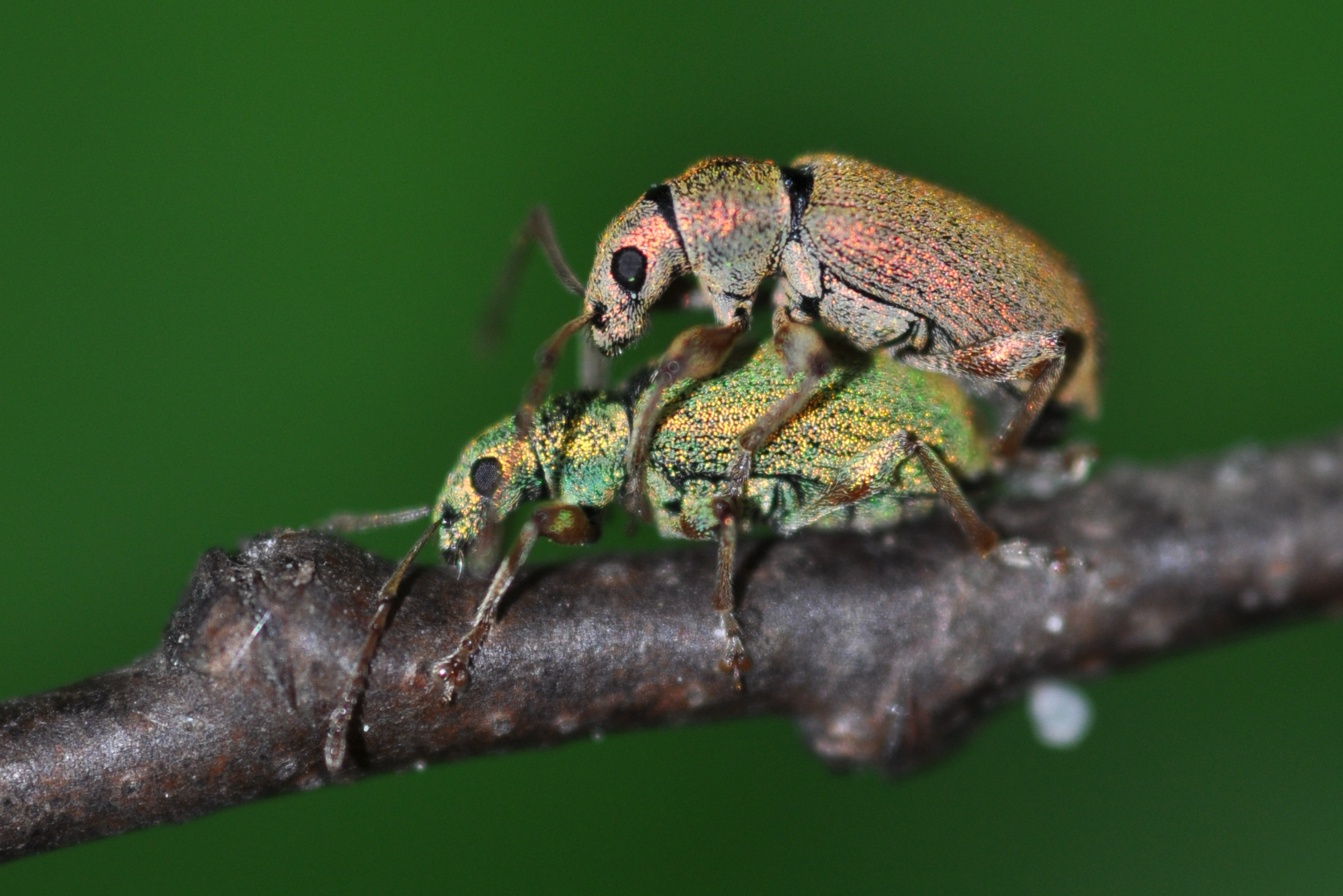
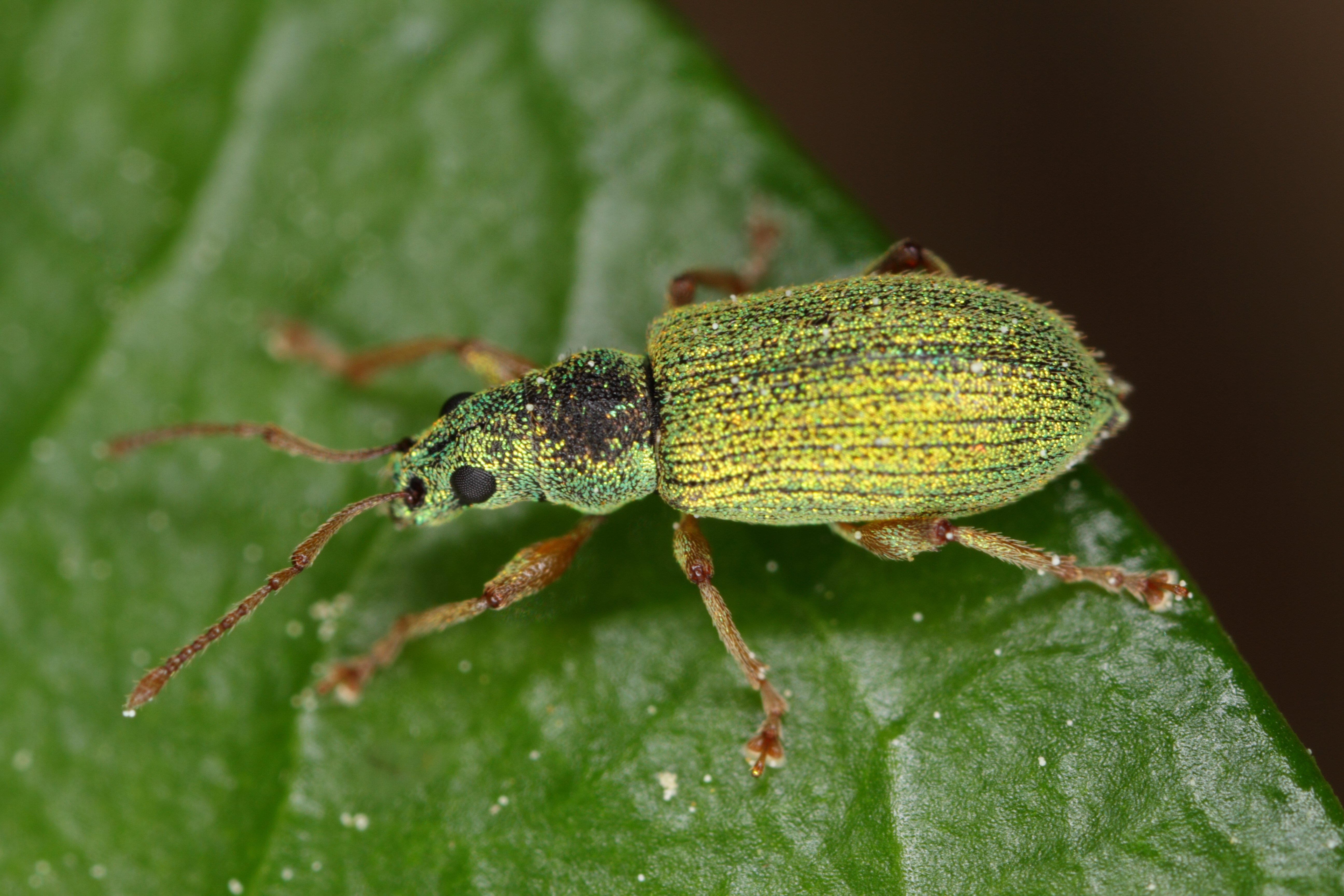